# Rochowy Potok
Rochowy Potok – potok, prawy dopływ Kudowskiego Potoku.
Źródło potoku znajduje się na wysokości 985 m na północnych stokach Pasma Lubania w miejscowości Ochotnica Dolna, którego wydajność wynosi 950 l/godz. Spływa w kierunku północno-zachodnim i na wysokości 629,9 m uchodzi do Kudowskiego Potoku.
Zlewnia Rochowego Potoku w całości znajduje się w granicach wsi Ochotnica Dolna w województwie małopolskim, w powiecie nowotarskim i obejmuje zbocza górskie porośnięte lasem. Są w nim polany. Użytkowana jest polana Świni Groń.
Wzdłuż Rochowego Potoku na pewnym odcinku prowadzi zielony szlak turystyczny z Ochotnicy Dolnej, na głównej grani Pasma Lubania łączący się ze szlakiem czerwonym.